# زهانغي
زهانغي هي مدينة من مدن الصين. يبلغ عدد سكانها 1,199,515 نسمة وذلك حسب إحصائيات سنة 2010. تبلغ مساحتها 42000 كم².

## المناخ
يظهر الجدول التالي التغييرات المناخية على مدار السنة لزهانغي:
| البيانات المناخية لـزهانغي         | البيانات المناخية لـزهانغي | البيانات المناخية لـزهانغي | البيانات المناخية لـزهانغي | البيانات المناخية لـزهانغي | البيانات المناخية لـزهانغي | البيانات المناخية لـزهانغي | البيانات المناخية لـزهانغي | البيانات المناخية لـزهانغي | البيانات المناخية لـزهانغي | البيانات المناخية لـزهانغي | البيانات المناخية لـزهانغي | البيانات المناخية لـزهانغي | البيانات المناخية لـزهانغي |
| الشهر                              | يناير                      | فبراير                     | مارس                       | أبريل                      | مايو                       | يونيو                      | يوليو                      | أغسطس                      | سبتمبر                     | أكتوبر                     | نوفمبر                     | ديسمبر                     | المعدل السنوي              |
| ---------------------------------- | -------------------------- | -------------------------- | -------------------------- | -------------------------- | -------------------------- | -------------------------- | -------------------------- | -------------------------- | -------------------------- | -------------------------- | -------------------------- | -------------------------- | -------------------------- |
| الدرجة القصوى °م (°ف)              | 17.9 (64.2)                | 19.8 (67.6)                | 24.6 (76.3)                | 32.6 (90.7)                | 34.1 (93.4)                | 36.0 (96.8)                | 38.2 (100.8)               | 38.6 (101.5)               | 34.5 (94.1)                | 30.3 (86.5)                | 23.7 (74.7)                | 19.6 (67.3)                | 38.6 (101.5)               |
| متوسط درجة الحرارة الكبرى °م (°ف)  | 0.1 (32.2)                 | 3.6 (38.5)                 | 10.0 (50.0)                | 17.9 (64.2)                | 23.5 (74.3)                | 27.2 (81.0)                | 29.3 (84.7)                | 28.2 (82.8)                | 23.2 (73.8)                | 16.3 (61.3)                | 8.0 (46.4)                 | 1.7 (35.1)                 | 15.8 (60.4)                |
| المتوسط اليومي °م (°ف)             | −9.2 (15.4)                | −5.2 (22.6)                | 2.0 (35.6)                 | 9.9 (49.8)                 | 15.8 (60.4)                | 19.5 (67.1)                | 21.5 (70.7)                | 20.3 (68.5)                | 14.6 (58.3)                | 6.9 (44.4)                 | −1.0 (30.2)                | −7.4 (18.7)                | 7.3 (45.1)                 |
| متوسط درجة الحرارة الصغرى °م (°ف)  | −16.2 (2.8)                | −12.2 (10.0)               | −4.8 (23.4)                | 2.2 (36.0)                 | 7.8 (46.0)                 | 11.6 (52.9)                | 14.2 (57.6)                | 13.3 (55.9)                | 7.8 (46.0)                 | 0.1 (32.2)                 | −6.9 (19.6)                | −13.7 (7.3)                | 0.3 (32.5)                 |
| أدنى درجة حرارة °م (°ف)            | −26.4 (−15.5)              | −25.3 (−13.5)              | −18.7 (−1.7)               | −8.8 (16.2)                | −4.5 (23.9)                | 1.5 (34.7)                 | 6.7 (44.1)                 | 4.5 (40.1)                 | −1.1 (30.0)                | −12.7 (9.1)                | −18.9 (−2.0)               | −28.2 (−18.8)              | −28.2 (−18.8)              |
| الهطول مم (إنش)                    | 1.4 (0.06)                 | 1.2 (0.05)                 | 3.8 (0.15)                 | 4.8 (0.19)                 | 11.7 (0.46)                | 24.1 (0.95)                | 29.6 (1.17)                | 29.2 (1.15)                | 16.6 (0.65)                | 4.6 (0.18)                 | 2.0 (0.08)                 | 1.4 (0.06)                 | 130.4 (5.15)               |
| متوسط أيام هطول الأمطار (≥ 0.1 mm) | 2.4                        | 1.8                        | 2.8                        | 3.0                        | 4.4                        | 7.4                        | 9.4                        | 8.3                        | 5.4                        | 2.5                        | 1.8                        | 2.4                        | 51.6                       |
| المصدر: Weather China              |                            |                            |                            |                            |                            |                            |                            |                            |                            |                            |                            |                            |                            |

## وصلات خارجية
- الموقع الرسمي